# 양명모
양명모(1959년 5월 19일~2022년 7월 30일)는 대한민국의 약사 출신 정치인이다. 제5·6대 대구광역시의원을 지냈다.

## 역대 선거 결과
|  | 67.43% |

|  | 59.63% |

|  | 19.03% |

|  | 39.04% |